# Xã Rubicon, Quận Greene, Illinois
Xã Rubicon (tiếng Anh: Rubicon Township) là một xã thuộc quận Greene, tiểu bang Illinois, Hoa Kỳ. Năm 2010, dân số của xã này là 345 người.